# Alicja Matracka-Kościelny
Alicja Matracka-Kościelny (ur. 13 sierpnia 1950 w Częstochowie) – polska muzykolog, dr nauk humanistycznych (1983), muzealnik, kustosz/kurator (1985-2006), dyrektor Muzeum im. Anny i Jarosława Iwaszkiewiczów w Stawisku (2006-2015, od 2019), członek Związku Kompozytorów Polskich.

## Życiorys
W 1974 ukończyła studia na Wydziale Historycznym UW, kierunek muzykologia. W 1983 uzyskała stopień naukowy doktora nauk humanistycznych. W latach 1984–2015 związana z Muzeum im. A. i J. Iwaszkiewiczów w Stawisku (1984-2006 kustosz/kurator, 2006-2015 dyrektor). Założycielka i prezes Stowarzyszenia Ogród Sztuk i Nauk przy Muzeum w Stawisku (1994-2011), inicjatorka i realizatorka od 1994 funkcjonowania Stawiska jako „muzeum otwartego”, stworzyła w Muzeum im. A.i J. Iwaszkiewiczów żywy ośrodek, kultywujący tradycje salonu muzyczno-literackiego; autorka oryginalnej koncepcji merytorycznej dla wszystkich form aktywności muzeum, m.in. cykle spotkań Dźwięk-Słowo-Obraz-Myśl, Akademia Myśli i Dźwięku, Festiwale Muzyczne Konfrontacje. W latach 2008–2012 przeprowadziła w Stawisku gruntowne prace w zakresie renowacji i rewitalizacji zabytkowego obiektu i zbiorów (nagroda „Sybilla” w kategorii organizacja i zarządzanie, 2011).
Od 1983 członek Związku Kompozytorów Polskich (2001-2003 przewodnicząca Sekcji Muzykologów, 2003-2010 członek Zarządu Głównego, od 2015 wiceprezes ZKP). W swoich inicjatywach jako członka Związku Kompozytorów Polskich podejmuje szeroki dialog środowiska muzycznego z przedstawicielami innych dziedzin twórczości artystycznej.

## Publikacje (wybór)
- Poezja a muzyka w twórczości pieśniarskiej Moniuszki do tekstów Mickiewicza. W: Szkice o kulturze muzycznej XIX wieku. Pod redakcją Zofii Chechlińskiej. Warszawa 1980;
- Związki słowno-muzyczne w pieśniach Chopina. W: „Rocznik Chopinowski” Nr 13. Warszawa 1981 s. 29–37; The Relationship between Words and Music in Chopin’s Songs. „Chopin Studies” II. Warszawa 1987;
- Dźwiękowe transformacje poezji J. Iwaszkiewicza, „Twórczość” 1988/2;
- Twórczość Jarosława Iwaszkiewicza w jej muzycznych rezonansach. W: Miejsce Iwaszkiewicza. Stawisko. Almanach Iwaszkiewiczowski, T I. Podkowa Leśna 1994;
- Muzyka w życiu i twórczości Anny Iwaszkiewiczowej. W: „Stawisko. Almanach Iwaszkiewiczowski”, T. 3, Podkowa Leśna 1997;
- Poezja polskich romantyków w pieśniach od Moniuszki do Góreckiego. W: Pieśń europejska między romantyzmem a modernizmem. Muzyka i liryka, T. 9. Studia pod redakcją Mieczysława Tomaszewskiego, Kraków 2000;
- Komponowanie dźwiękiem i słowem w twórczości Jarosława Iwaszkiewicza. W: Muzyka w literaturze. Antologia polskich studiów powojennych, redakcja Andrzej Hejmej, Kraków 2002;
- Stawisko Anny i Jarosława Iwaszkiewiczów – salon literacko-muzyczny dawniej i dziś. W: Muzea literackie: historia, edukacja, perspektywy. Pod redakcją Grzegorza Żuka i Ewy Łoś, Lublin 2012;
- Ukraińskość – polskość – uniwersalizm w twórczości Jarosława Iwaszkiewicza. W: Studia Ukrainica Posnaniensia, Zeszyt II, Poznań 2014;
- Muzyka na Stawisku. Koncepcja merytoryczna, teksty Alicja Matracka-Kościelny. Muzeum im. Anny i Jarosława Iwaszkiewiczów w Stawisku, Podkowa Leśna 2014.

## Opracowania redakcyjne książek
- Inspiracje w muzyce XX wieku: filozoficzno-literackie, religijne, folklorem. Materiały Ogólnopolskiej Konferencji Muzykologicznej, Podkowa Leśna – Warszawa 1993;
- Dźwięk – Słowo – Obraz – Myśl. Rozmowy artystów, teoretyków i krytyków sztuki w Muzeum im. A. i J. Iwaszkiewiczów w Stawisku. T. I Podkowa Leśna 1997; T. II Podkowa Leśna 2001;
- Wokół kategorii narodowości, wielokulturowości i uniwersalizmu w muzyce polskiej. Materiały XXXI Ogólnopolskiej Konferencji Muzykologicznej ZKP, Warszawa – Podkowa Leśna 2002;
- Dźwięk – Słowo – Obraz – Myśl. Rola krytyki w dzisiejszym życiu artystycznym. Stawisko 2003.

## Nagrody i odznaczenia
- Nagroda Związku Kompozytorów Polskich 2005
- Brązowy Medal „Zasłużony Kulturze Gloria Artis” 2005[1]
- Nagroda Marszałka Województwa Mazowieckiego 2007
- Nagrody specjalne MKiDN 2005, 2011, 2015